# Puchar Europy Mistrzyń Krajowych siatkarek (1987/1988)
Puchar Europy Mistrzyń Krajowych 1988 – 28. sezon Pucharu Europy Mistrzyń Krajowych rozgrywanego od 1960 roku, organizowanego przez Europejską Konfederację Piłki Siatkowej (CEV) w ramach europejskich pucharów dla żeńskich klubowych zespołów siatkarskich „starego kontynentu”.

## Drużyny uczestniczące
- SC Uni Bazylea
- Tormo Barberà
- Racing Paris
- Boavista Porto
- Post Wiedeń
- Sneek Avero
- AEL Limassol
- Universitatea Krajowa
- Sollentuna Sztokholm
- Hermes Oostende
- Filathlitikos Saloniki
- Hapoel Bat Jam
- Olimpia Rawenna
- Czarni Słupsk
- Rudá Hvězda Praga
- Eczacıbaşı Stambuł
- Urałoczka Swierdłowsk
- Újpest Dózsa
- SC Dynamo Berlin
- Mladost Monter Zagrzeb
- CSKA Sofia
- Bayern Lohhof

## Rozgrywki

### Runda wstępna
| Data       | Drużyna 1              | Wynik | Drużyna 2             | Sety                           |
| ---------- | ---------------------- | ----- | --------------------- | ------------------------------ |
| 08.11.1987 | Uni Bazylea            | 3:2   | Tormo Barberà         | 6:15, 15:5, 14:16, 15:12, 15:6 |
| 14.11.1987 | Uni Bazylea            | 3:1   | Tormo Barberà         | 15:10, 15:5, 10:15, 15:5       |
|            |                        |       |                       |                                |
| 08.11.1987 | Racing Paris           | 3:0   | Boavista Porto        | 15:7, 15:11, 15:10             |
| 14.11.1987 | Racing Paris           | 3:0   | Boavista Porto        |                                |
|            |                        |       |                       |                                |
| 08.11.1987 | Post Wiedeń            | 0:3   | Sneker Avero          |                                |
| 14.11.1987 | Post Wiedeń            | 0:3   | Sneker Avero          |                                |
|            |                        |       |                       |                                |
| 08.11.1987 | AEL Limassol           | 0:3   | Universitatea Krajowa |                                |
| 15.11.1987 | AEL Limassol           | 0:3   | Universitatea Krajowa |                                |
|            |                        |       |                       |                                |
| 08.11.1987 | Sollentuna Sztokholm   | 0:3   | Hermes Oostende       |                                |
| 15.11.1987 | Sollentuna Sztokholm   | 3:0   | Hermes Oostende       |                                |
|            |                        |       |                       |                                |
| 08.11.1987 | Filathlitikos Saloniki | 3:0   | Hapoel Bat Jam        |                                |
|            | Filathlitikos Saloniki | 3:1   | Hapoel Bat Jam        |                                |

### Runda 1/8
| Data       | Drużyna 1              | Wynik | Drużyna 2             | Sety                      |
| ---------- | ---------------------- | ----- | --------------------- | ------------------------- |
| 05.12.1987 | Olimpia Rawenna        | 3:0   | Czarni Słupsk         |                           |
| 12.12.1987 | Olimpia Rawenna        | 3:0   | Czarni Słupsk         |                           |
|            |                        |       |                       |                           |
| 12.12.1987 | Rudá Hvězda Praga      | 3:0   | Eczacıbaşı Stambuł    | 15:8, 15:13, 15:11        |
| 13.12.1987 | Rudá Hvězda Praga      | 3:0   | Eczacıbaşı Stambuł    | 15:8, 15:7, 15:10         |
|            |                        |       |                       |                           |
| 05.12.1987 | Filathlitikos Saloniki | 0:3   | Urałoczka Swierdłowsk |                           |
| 06.12.1987 | Filathlitikos Saloniki | 0:3   | Urałoczka Swierdłowsk |                           |
|            |                        |       |                       |                           |
| 12.12.1987 | Sollentuna Sztokholm   | 3:1   | Újpest Dózsa          |                           |
| 13.12.1987 | Sollentuna Sztokholm   | 1:3   | Újpest Dózsa          |                           |
|            |                        |       |                       |                           |
| 05.12.1987 | SC Dynamo Berlin       | 3:0   | Racing Paris          | 15:10, 15:13, 15:6        |
| 12.12.1987 | SC Dynamo Berlin       | :     | Racing Paris          |                           |
|            |                        |       |                       |                           |
| 06.12.1987 | Sneker Avero           | 1:3   | Universitatea Krajowa | 15:11, 11:15, 9:15, 11:15 |
| 13.12.1987 | Sneker Avero           | 2:3   | Universitatea Krajowa |                           |
|            |                        |       |                       |                           |
| 05.12.1987 | Mladost Monter Zagrzeb | 0:3   | CSKA Sofia            |                           |
| 13.12.1987 | Mladost Monter Zagrzeb | 0:3   | CSKA Sofia            |                           |
|            |                        |       |                       |                           |
| 06.12.1987 | Uni Bazylea            | 0:3   | Bayern Lohhof         | 6:15, 8:15, 12:15         |
| 12.12.1987 | Uni Bazylea            | 0:3   | Bayern Lohhof         | 5:15, 6:15, 13:15         |

### Ćwierćfinał
| Data       | Drużyna 1        | Wynik | Drużyna 2             | Sety                            |
| ---------- | ---------------- | ----- | --------------------- | ------------------------------- |
| 13.01.1988 | Olimpia Rawenna  | 3:0   | Rudá Hvězda Praga     |                                 |
| 20.01.1988 | Olimpia Rawenna  | 3:2   | Rudá Hvězda Praga     | 11:15, 15:8, 10:15, 15:12, 15:1 |
|            |                  |       |                       |                                 |
| 13.01.1988 | Újpest Dózsa     | 0:3   | Urałoczka Swierdłowsk |                                 |
| 20.01.1988 | Újpest Dózsa     | 0:3   | Urałoczka Swierdłowsk |                                 |
|            |                  |       |                       |                                 |
| 13.01.1988 | SC Dynamo Berlin | 3:1   | Universitatea Krajowa |                                 |
| 20.01.1988 | SC Dynamo Berlin | 3:1   | Universitatea Krajowa | 14:16, 15:10, 15:11, 16:14      |
|            |                  |       |                       |                                 |
| 13.01.1988 | CSKA Sofia       | 3:0   | Bayern Lohhof         | 15:6, 15:7, 15:6                |
| 20.01.1988 | CSKA Sofia       | 0:3   | Bayern Lohhof         | 5:15, 6:15, 10:15               |

### Turniej finałowy
Saloniki

#### Mecze o rozstawienie
| Data       | Drużyna 1             | Wynik | Drużyna 2        | Sety              |
| ---------- | --------------------- | ----- | ---------------- | ----------------- |
| 19.02.1988 | Olimpia Rawenna       | 3:0   | CSKA Sofia       | 15:4, 15:6, 15:2  |
| 19.02.1988 | Urałoczka Swierdłowsk | 3:0   | SC Dynamo Berlin | 15:4, 15:10, 15:4 |

#### Półfinały
| Data       | Drużyna 1             | Wynik | Drużyna 2        | Sety                            |
| ---------- | --------------------- | ----- | ---------------- | ------------------------------- |
| 20.02.1988 | Urałoczka Swierdłowsk | 3:0   | CSKA Sofia       | 15:3, 15:4, 15:3                |
| 20.02.1988 | Olimpia Rawenna       | 3:2   | SC Dynamo Berlin | 12:15, 15:10, 15:7, 11:15, 15:4 |

#### Mecz o 3. miejsce
| Data       | Drużyna 1        | Wynik | Drużyna 2  | Sety             |
| ---------- | ---------------- | ----- | ---------- | ---------------- |
| 21.02.1988 | SC Dynamo Berlin | 3:0   | CSKA Sofia | 15:6, 15:9, 15:9 |

#### Finał
| Data       | Drużyna 1       | Wynik | Drużyna 2             | Sety                     |
| ---------- | --------------- | ----- | --------------------- | ------------------------ |
| 21.02.1988 | Olimpia Rawenna | 3:1   | Urałoczka Swierdłowsk | 7:15, 15:10, 15:9, 15:11 |

## Klasyfikacja końcowa
| Miejsce | Drużyna               |
| ------- | --------------------- |
| złoto   | Olimpia Rawenna       |
| srebro  | Urałoczka Swierdłowsk |
| brąz    | SC Dynamo Berlin      |
| 4.      | CSKA Sofia            |